# Сіма Кійохіде
Сіма Кійохіде (яп. 志摩 清英; 25 лютого 1890 – 7 листопада 1973) – був адміралом японського імператорського флоту під час Другої світової війни.

## Життєпис
Уродженець префектури Міядзакі, Сіма був випускником 39-го класу Імператорської військово-морської академії Японії в 1911 році, посів 69-е місце серед 148 курсантів. У званні мічмана служив на борту крейсерів «Асо» і «Хашидате» та броненосця «Акі». У званні прапорщика був призначений на лінкор «Івамі», а в званні старшого лейтенанта служив на лінійному крейсері «Ібукі» і крейсері «Каторі».
У 1918 році Сіма отримав звання лейтенанта, а після проходження курсів з торпедної війни та навігації був призначений головним офіцером зв’язку на лінійному крейсері «Кірісіма». У 1921 році він закінчив військово-морське училище і отримав звання командира-лейтенанта.
У 1925–1926 роках Сіма був призначений ад’ютантом Його Високоповажності принца Такамацу Нобухіто, одночасно служив на лінійних кораблях «Нагато» та «Фусо». У 1928–1929 роках був направлений до США та Європи. Після повернення він обіймав низку штабних посад, головним чином інструктором у різних школах військово-морського озброєння.
У 1933 році він отримав звання капітана, а в 1936 році він отримав своє перше командування на крейсері «Оі». 15 листопада 1939 року Сіма став контр-адміралом і був начальником штабу військово-морського округу Майдзуру.

### Тихоокеанська війна
З початком Тихоокеанської війни Сіма отримав бойове командування, і він очолив сили вторгнення Тулагі, які окупували Тулагі на Соломонових островах 3 травня 1942 року в рамках операції «Мо».
Сіма отримав звання віце-адмірала 1 травня 1943 року, а 15 лютого 1944 року став головнокомандувачем 5-го Імператорського флоту Японії.
Під час битви в затоці Лейте 23–26 жовтня 1944 року Сіма очолював «Другу ударну групу» з трьох крейсерів і семи міноносців у битві в протоці Сурігао. Флоти віце-адмірала Сьодзі Нісімури та віце-адмірала Сіми разом називалися «Південна сила». Через суворе радіомовчання, накладене на війська, Сіма не зміг синхронізувати свої рухи з рухами Нісімури. Сили Сіми — два важкі крейсери, легкий крейсер і чотири міноносці — дійшли до битви після того, як сили Нісімури потрапили в смертельну пастку і зазнали втрат. Під час нічного бою Сіма випустив 16 торпед по двох островах, які він прийняв за американські кораблі. Потім, побачивши те, що, на його думку, було уламками обох лінійних кораблів Нісімури, він наказав відступити: «У той час у моїй голові промайнуло таке: ... Якщо ми продовжимо мчати далі на північ, буде цілком зрозуміло, що ми повинні лише потрапити в готову пастку». Відступаючи, його флагман, важкий крейсер «Начі», зіткнувся з важким крейсером Нісімури «Могамі», затопивши рульове відділення останнього. Могамі відстав під час відступу і був потоплений авіацією наступного ранку.
Після цієї катастрофи Сіма був перепризначений командувати охоронним округом Такао з 10 травня 1945 року по 30 листопада 1945 року. З 10 травня по 15 червня 1945 року він також був останнім командувачем Першого повітряного флоту.

### Повоєнний період
У 1959 році у відповідь на лист від 16-річного Білла Фрейзера з Сан-Фернандо, штат Каліфорнія, Сіма захистив свої дії та виступ у битві за протоку Сурігао. Зокрема, Сіма знайшов провину в історика Джеймса А. Філда-молодшого, який, посилаючись на повну поразку японських військ у битві, назвав Сіму «блазнем трагедії».

## Книги
- D'Albas, Andrieu (1965). Death of a Navy: Japanese Naval Action in World War II. Devin-Adair Pub
- Dull, Paul S. (1978). A Battle History of the Imperial Japanese Navy, 1941-1945
- Field, James A. (1947). The Japanese at Leyte Gulf;: The Sho operation. Princeton University Press
- Lacroix, Eric; Linton Wells (1997). Japanese Cruisers of the Pacific War. Naval Institute Press
- Morison, Samuel Eliot (2002). Leyte, June 1944-January 1945, vol. 12 of History of United States Naval Operations in World War II (reissue ed.). Champaign, Illinois, US: University of Illinois Press
- Sheftall, M.G. (2005). Blossoms in the Wind: Human Legacies of the Kamikaze